# Central News Agency (Londres)
La Central News Agency (CNA) fue un servicio de distribución de noticias fundado en Londres 1863 con el nombre de Central Press. Sus fundadores fueron William Saunders y su cuñado Edward Spender. Esta empresa luego cambió su nombre en 1870–71, adoptando la denominación Central News Agency.
Por subvaloración de sus competidores, Press Association y Reuters, y distribuyendo historias sensacionalistas e imaginativas, este medio de prensa logró adquirir cierta reputación entre los periodistas, a la par que se especializaba en historias llamativas y a veces de dudosa veracidad.
En 1895, The Times acusó directamente a Central News Agency de embellecer sus reportes, publicando entonces una comparación entre los telegramas originales recibidos por la agencia, y los que fueron distribuidos por ella. Por ejemplo, se sabe que los despachos de 200 palabras sobre la Batalla de Weihaiwei durante la Primera guerra sino-japonesa (1894-1895), fueron claramente expandidos con detalles inventados y adornados en Londres.

The agency confirmed that words had been added, and The Times declared that: "More than two-thirds of the message was, therefore, admittedly manufactured in London".

Una de las noticias de esa época con más repercusión, y probablemente también inventada, se refirió a la llamada Carta « Dear Boss », fechada el 25 de septiembre de 1888 y firmada por quien se autodenominó "Jack the Ripper", allí clamando autoría sobre los llamados Asesinatos de Whitechapel.
Posteriormente, la policía señaló a un periodista como el autor de esa carta "Dear Boss", así como de la posterior postal llamada "Saucy Jacky", que en un principio también se supuso escrita por el asesino. Ese periodista fue aludido con el nombre de "Tom Bullen" en una carta de fecha 23 de septiembre de 1913. Y muy probablemente, ese tal "Tom Bullen" fue en realidad Thomas John Bulling, quien trabajó para la Agencia Central News, y quien admitió haber recibido una tercera carta del asesino, en un mensaje enviado a la policía con fecha octubre de 1888.
Sean como sean los hechos verdaderos, lo cierto es que "Jack the Ripper" fue inmediatamente adoptado como seudónimo para referirse al asesino, y los medios internacionales de entonces se hicieron eco de esta denominación, por cierto parcialmente promovida e impulsada por Central News, con el resultado de haber dado gran notoriedad y trascendencia a estos horribles asesinatos de prostitutas.